# Allantophomopsis
Allantophomopsis är ett släkte av svampar. Allantophomopsis ingår i familjen Phacidiaceae, ordningen disksvampar, klassen Leotiomycetes, divisionen sporsäcksvampar och riket svampar.
| Allantophomopsis | \| \| Allantophomopsis lycopodina \| \| \| \| \| \| Allantophomopsis cytisporea \| \| \| \| \| \| Allantophomopsis peregrina \| \| \| \| |
|                  | \| \| Allantophomopsis lycopodina \| \| \| \| \| \| Allantophomopsis cytisporea \| \| \| \| \| \| Allantophomopsis peregrina \| \| \| \| |
|                  | Ceuthospora |
|                  | |
|                  | Phacidium |
|                  | |
|                  | Coma |
|                  | |
|                  | Lophophacidium |
|                  | |
|                  | Ascocoma |
|                  | |
|                  | Allantophomopsis lycopodina |
|                  | |
|                  | Allantophomopsis cytisporea |
|                  | |
|                  | Allantophomopsis peregrina |
|                  | |

|  | Allantophomopsis lycopodina |
|  |                             |
|  | Allantophomopsis cytisporea |
|  |                             |
|  | Allantophomopsis peregrina  |
|  |                             |